# Caroline Larsson
Caroline Elisabeth Larsson, född 28 september 1986 i Askims församling i Göteborgs och Bohus län, är en svensk sångerska och låtskrivare. 
Caroline Larsson växte upp i Askim i Göteborgs kommun. Hon började att skriva låtar när hon var 16–17 år. Hennes huvudinstrument är gitarr och munspel och hon skriver för det mesta all sin musik själv.
Larssons debutalbum In the Moment släpptes under det egna bolaget Weeki Records i samarbete med Universal Music. Debutalbumet innehöll i huvudsak eget material. Singeln "Hold on My Heart" är dock skriven av Per Gessle.
Caroline Larsson var under 2009 supportakt till Manfred Mann's Earth Band på deras skandinaviska turné.
I samband med släppet av Me and I medverkade hon i miniturnén ”Ett musikaliskt möte” tillsammans med Plura & Carla Jonsson från Eldkvarn samt Anders Ekborg.
Hösten 2011 hade konsertturnén "En hyllning till Eva Cassidy" premiär.
I april 2012 medverkade Larsson i Så ska det låta i Sveriges Television tillsammans med Anders Ekborg, Sarah Dawn Finer och Samuel Ljungblahd.
I februari 2014 lanserades albumet Rebel Thinker. I samband med detta hade produktionen ”Nashville Country Night” premiär.

## Diskografi
- 2008 – In the Moment
- 2011 – Me and I
- 2012 – A Tribute to Eva Cassidy
- 2014 – Rebel Thinker
- 2014 – Nashville Country Night: Live (Caroline Larsson & Music City Band)